# Balaton (Auto)
Der Balaton war das Konzept für einen ungarischen Kleinstwagen.

## Beschreibung
Der Techniker Jószef Zappel stellte 1955 oder 1956 im Rahmen des Törpeautó-programs einen Kleinstwagen vor. Das Fahrzeug hatte vier Räder. Die Pontonkarosserie in Stufenheckform bot Platz für zwei Erwachsene und zwei Kinder. Eine weitere Quelle bestätigt, dass das Fahrzeug 2 + 2 Sitze hatte. Anstelle von Türen war das Oberteil der Karosserie (also die Scheiben und Dach) nach hinten verschiebbar.
Für den Antrieb sorgte ein luftgekühlter Zweitaktmotor von Csepel mit 250 cm³ Hubraum. Zu einer Serienfertigung kam es nicht.